# Viandier
Il Viandier ("carnaiolo"), anche conosciuto come Le viandier e Le viandier de Taillevent, è una raccolta di ricette scritta nel Trecento e attribuita a Guillaume Tirel, soprannominato Taillevent. 

## Pubblicazione
Il Viandier è la raccolta di ricette più antica in lingua francese e una delle più antiche e conosciute del Medioevo insieme al Liber de coquina (inizio XIV secolo) e il Forme of Cury (ca. 1390). La versione originaria del Viandier venne scritta da un autore ignoto dieci anni prima della nascita di Tirel e integrata con altre ricette da quest'ultimo; questa prassi era comune nel Medioevo, quando le raccolte di ricette venivano plagiate, attribuite ad autori più recenti e ampliate con altro materiale.
Vi sono in tutto quattro manoscritti del Viandier, ciascuna delle quali presenta delle differenze in termini di contenuto. Il più antico di essi, trovato negli Archives cantonales du Valais di Sion, in Svizzera, venne scritto alla fine del XIII o all'inizio del XIV secolo, e fu in gran parte trascurato fino agli anni cinquanta del XX secolo. Questo manoscritto contiene circa 130 ricette e rende controversa la paternità del Viandier, spesso attribuita a Tirel. Tuttavia, all'inizio di esso, è mancante una parte che potrebbe rivelare i veri titolo e autore dell'opera. Esiste anche un altro manoscritto del XIV secolo conservato nella Biblioteca nazionale di Francia a Parigi, che alcuni ritengono essere il più antico. Il terzo, conservato nella Biblioteca Vaticana, è del primo Quattrocento. Il quarto si trova invece presso la Biblioteca Mazzarino di Parigi, e risale anch'essa al XV secolo. Nella loro monografia Le Viandier, Jérôme Pichon e Georges Vicaire confermano l'esistenza di un quinto manoscritto del V secolo che era collocato presso gli Archives de la Manche di Saint-Lô. Il testo venne però distrutto nel 1944 nel corso delle devastazioni causate dall'operazione Overlord.
Sul finire del Quattrocento, il Viandier venne stampato senza che riportasse la data o il luogo sul frontespizio (si pensa che fosse stato edito a Parigi intorno al 1486). Questa edizione contiene 142 ricette non trovate nei manoscritti. Tra il 1486 e il 1615 vennero messe in commercio ventiquattro edizioni.

## Descrizione
Il Viandier è uno dei primi libri di haute cuisine ("alta cucina") e offre una struttura di base per preparare e presentare in tavola il cibo. Il libro è suddiviso in varie sezioni che spiegano come preparare la carne, gli entremets (ai quali l'opera offre una delle primissime documentazioni), il pesce, le salse e altre ricette. Tirel specifica quali spezie usare per cucinare diversi piatti. Secondo l'autore, ci sono tre aspetti fondamentali nell'alta cucina: l'uso delle spezie, la separazione tra la preparazione dei piatti di carne e pesce dalle salse, e il modo di presentare un piatto. Per promuovere questa idea di "alta cucina medievale" Tirel asserisce che, all'epoca, venisse posta molta enfasi sulla presentazione, sottolineando che spesso venivano usati coloranti per far risaltare le salse e gli arrosti di carne venivano ricoperti di foglie d'oro e d'argento.